# The Corporation (worstelteam)
The Corporation was een "heel stable" van professioneel worstelaars dat actief was in de World Wrestling Federation (WWF).

## Leden
- Niet worstelaars
  - Gerald Brisco
  - Pat Patterson
  - Sgt. Slaughter
  - Shane McMahon
  - Vince McMahon
  - Shawn Michaels (1998)

- Worstelaars
  - The Big Bossman
  - The Big Show (1999)
  - Chyna (1999)
  - Kane
  - Ken Shamrock
  - Mean Street Posse (Pete Gas, Rodney en Joey Abs)
  - The Rock
  - Test
  - Triple H (1999)

## Kampioenschappen en prestaties
- World Wrestling Federation
  - WWF Championship (3 keer) – The Rock
  - WWF European Championship (1 keer) – Shane McMahon
  - WWF Hardcore Championship (1 keer) – Big Boss Man
  - WWF Intercontinental Championship (1 keer) – Ken Shamrock
  - WWF Tag Team Championship (1 keer) – Big Boss Man & Ken Shamrock